# Parish (Nueva York)
Parish es un pueblo ubicado en el condado de Oswego en el estado estadounidense de Nueva York. En el año 2000 tenía una población de 2,694 habitantes y una densidad poblacional de 25 personas por km².

## Geografía
Parish se encuentra ubicado en las coordenadas 43°24′20″N 76°7′34″O / 43.40556, -76.12611.

## Demografía
Según la Oficina del Censo en 2000 los ingresos medios por hogar en la localidad eran de $37,802 y los ingresos medios por familia eran $40,926. Los hombres tenían unos ingresos medios de $36,667 frente a los $21,509 para las mujeres. La renta per cápita para la localidad era de $16,149. Alrededor del 12.7% de la población estaban por debajo del umbral de pobreza.